# Associatie van gaspeldoorn en sporkehout
De associatie van gaspeldoorn en sporkehout (Frangulo-Ulicetum europaei) is een associatie uit het verbond van gaspeldoorn en koebraam (Ulici europaei-Cytision striati).

## Naamgeving en codering
| Ulici europaei-Franguletum alni De Foucault 1988 |

- Syntaxoncode voor Nederland (rVvN): r37Aa01
- BWK-karteringscode: rbbsg

De wetenschappelijke naam Frangulo-Ulicetum europaei is afgeleid van de botanische namen van respectievelijk sporkehout (Frangula alnus) en gaspeldoorn (Ulex europaeus).

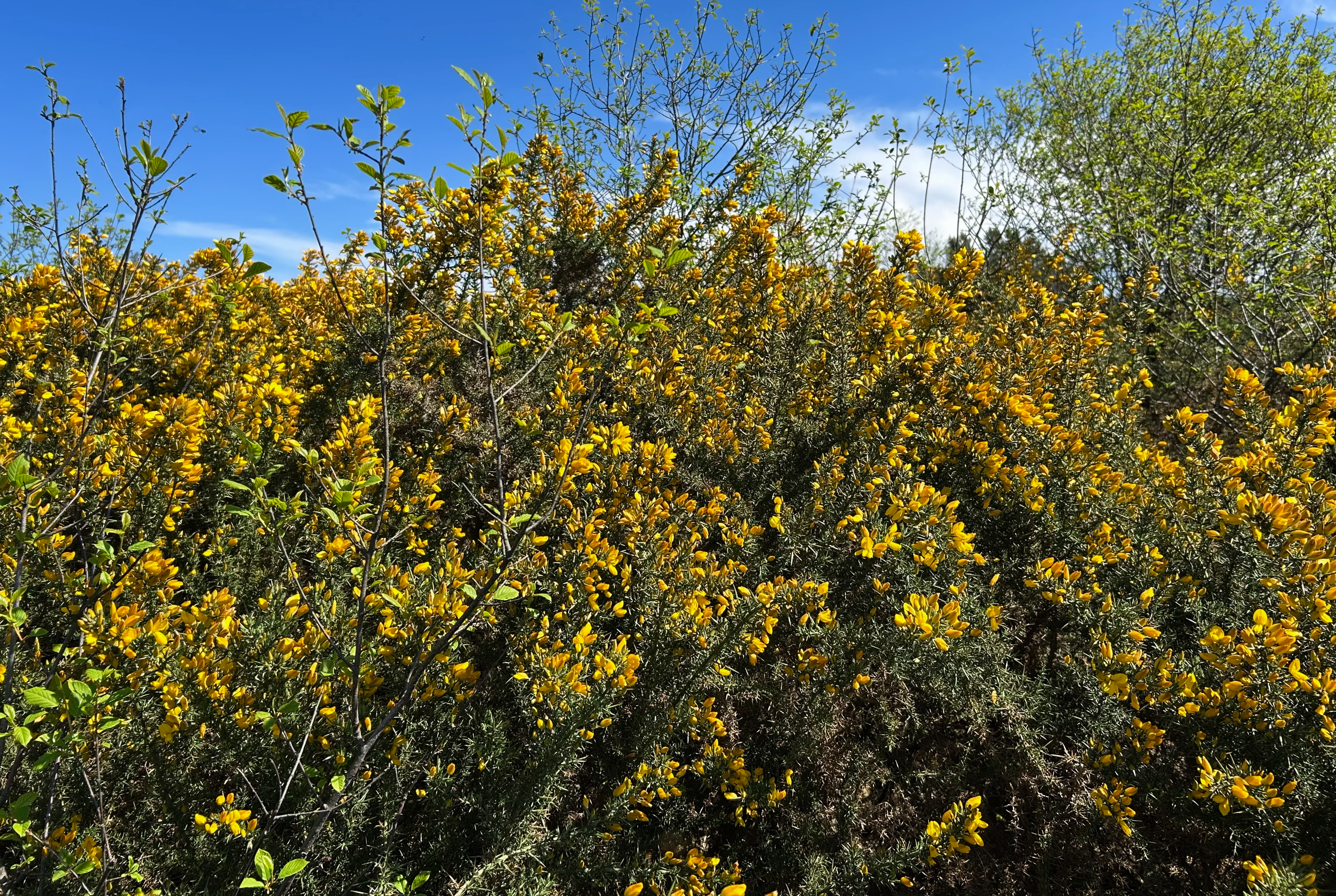
Een close-up van de associatie in de lente, hier met beide naamgevende struiksoorten: gaspeldoorn (in bloei) en sporkehout (met jong, uitlopend loof).

## Fysiognomie
De associatie van gaspeldoorn en sporkehout is een retamoïdenstruweel dat wordt gedomineerd door gaspeldoorn. Gaspeldoorn wordt in de struiklaag begeleid door sporkehout en braamsoorten die ook veel in de brummel-klasse voorkomen, vooral geplooide stokbraam. De kruidlaag wordt gedomineerd door algemene grassen van schrale milieus, zoals bochtige smele, gewoon struisgras en pijpenstrootje.

## Ecologie
De associatie van gaspeldoorn en sporkehout is een struweel met een tamelijk pionierend karakter. Het komt voor op matig vochtige leem- en zandgronden maar ook op verdroogde en verstoorde veengronden. De associatie is goed in staat om zich te vestigen op plekken waar natuurbranden zijn geweest.

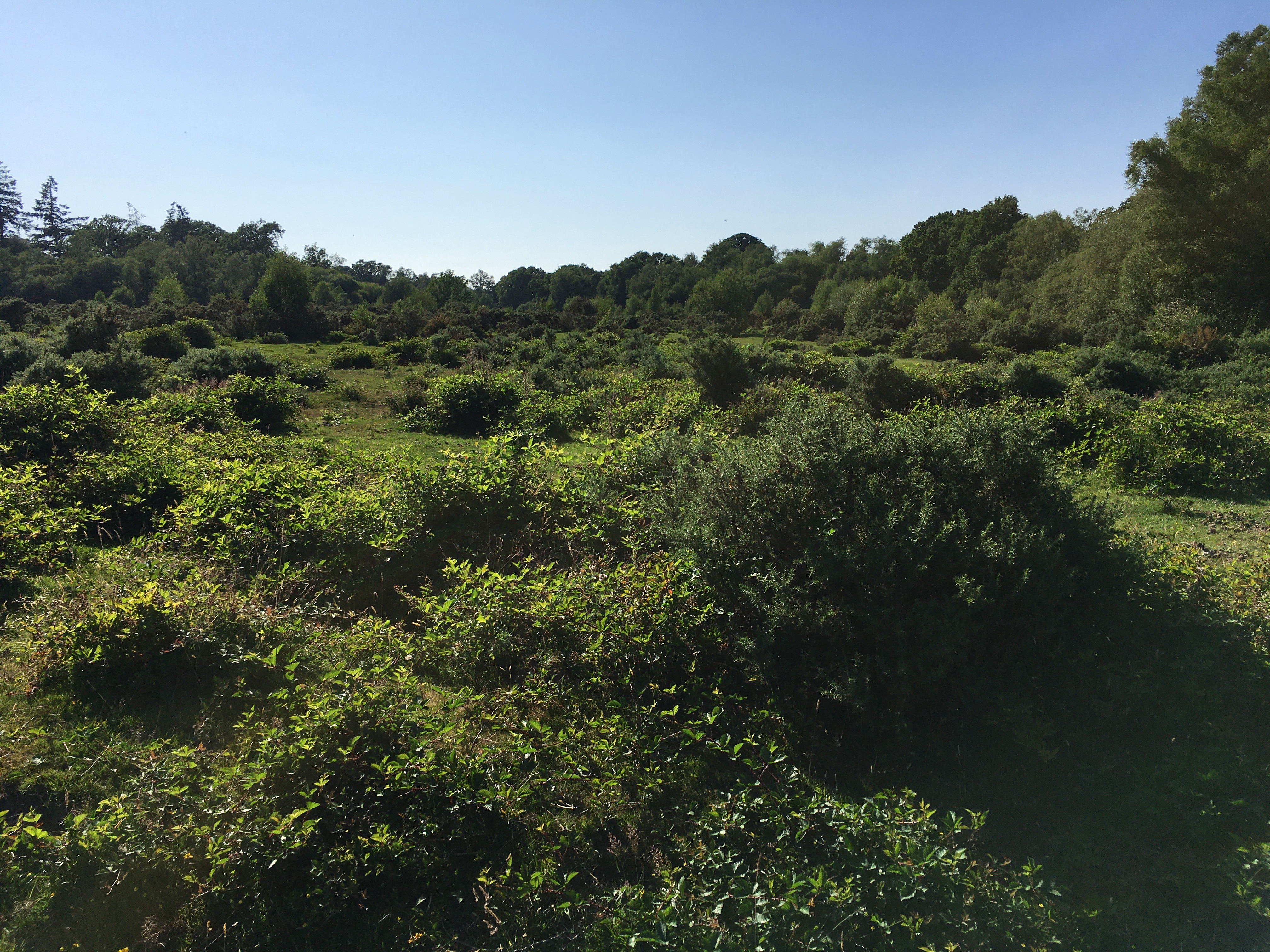
Een zomeraspect van een open vorm.

## Vegetatiezonering
In de vegetatiezonering staat de associatie van gaspeldoorn en sporkehout veelal in contact met de associatie van struikhei en stekelbrem of met gemeenschappen uit het verbond van heischrale graslanden.

## Diagnostische taxa
In de onderstaande synoptische tabel staan de belangrijkste diagnostische taxa voor de associatie van gaspeldoorn en sporkehout.
Struiklaag
| Diagnostiek       | Triviale naam | Botanische naam   | Opmerking |
| ----------------- | ------------- | ----------------- | --------- |
| klassekentaxa     | gewone brem   | Cytisus scoparius |           |
| verbondskentaxa   | gaspeldoorn   | Ulex europaeus    |           |
| begeleidende taxa | sporkehout    | Frangula alnus    |           |

Kruidlaag
| Diagnostiek       | Triviale naam     | Botanische naam     | Opmerking |
| ----------------- | ----------------- | ------------------- | --------- |
| begeleidende taxa | gewoon struisgras | Agrostis capillaris |           |
| begeleidende taxa | bochtige smele    | Avenella flexuosa   |           |
| begeleidende taxa | struikhei         | Calluna vulgaris    |           |

## Fotogalerij

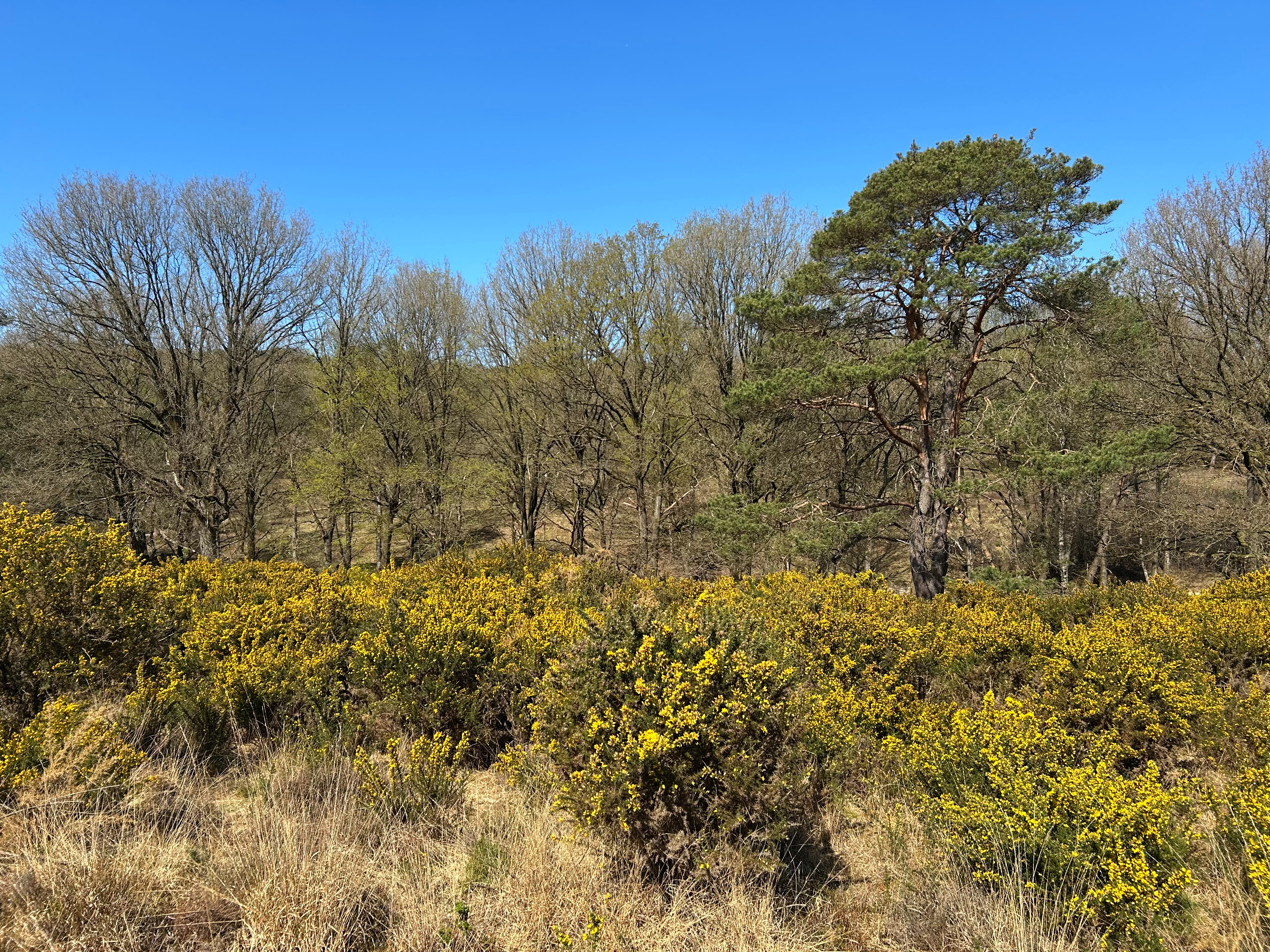
Een voorjaarsaspect van de associatie
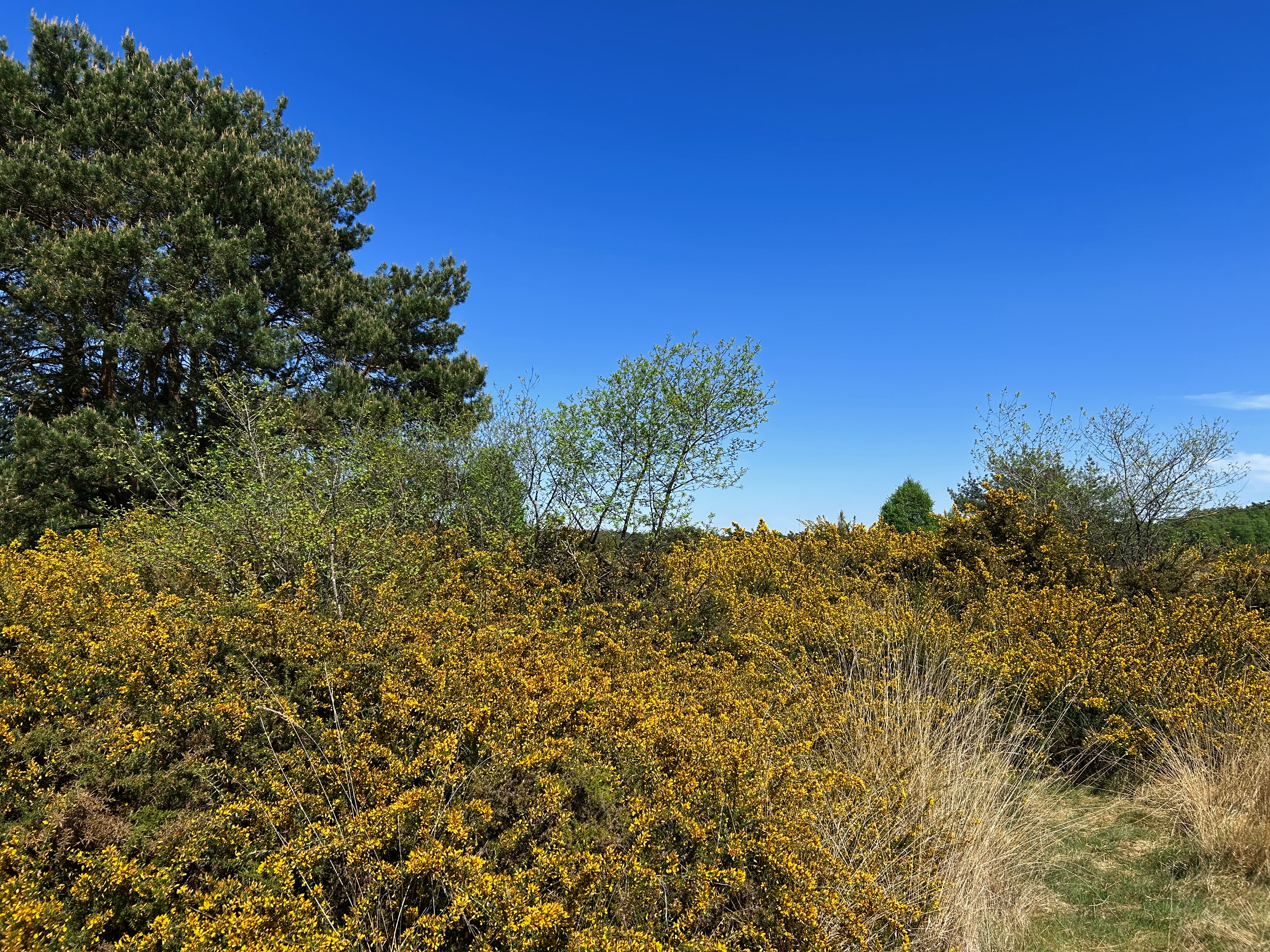